# Gołębiówka (Kobyłczyna)
Gołębiówka – część wsi Kobyłczyna w Polsce, położona w województwie małopolskim, w powiecie limanowskim, w gminie Laskowa.
W latach 1975–1998 Gołębiówka administracyjnie należała do województwa nowosądeckiego.